# Paradorydium stipae
Paradorydium stipae är en insektsart som beskrevs av Aleksey A. Zachvatkin 1953. Paradorydium stipae ingår i släktet Paradorydium och familjen dvärgstritar. Inga underarter finns listade i Catalogue of Life.